# Warlus (Somme)

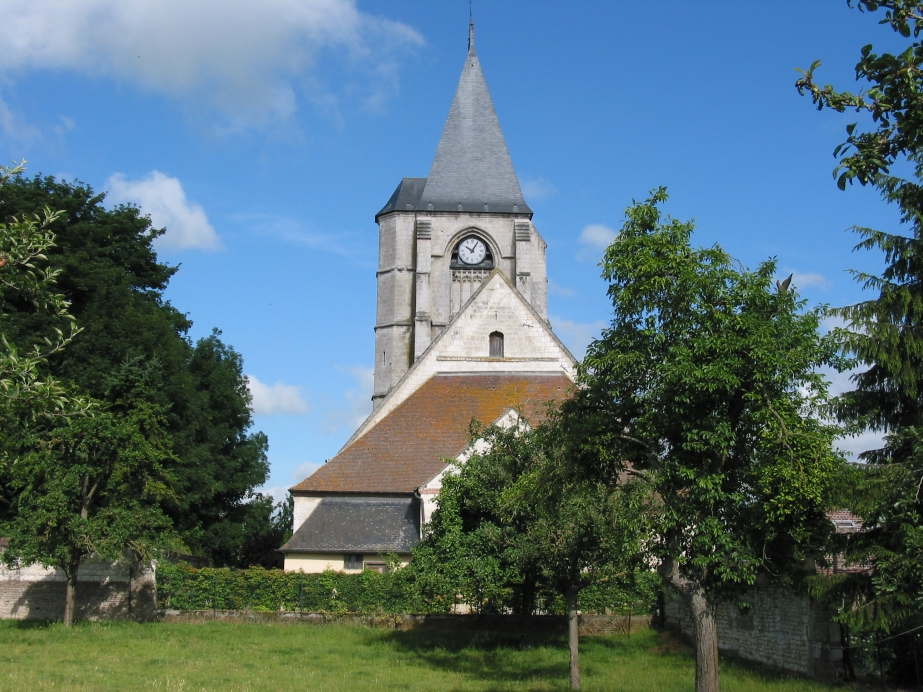
Kirche in Warlus

Warlus ist eine französische Gemeinde mit 227 Einwohnern (Stand 1. Januar 2022) im Département Somme in der Region Hauts-de-France. Sie gehört zum Arrondissement Amiens und zum Kanton Ailly-sur-Somme.

## Geographie
Warlus liegt rund vier Kilometer südlich von Airaines an der früheren Route nationale 1 und bildet mit dem nördlich gelegenen Tailly einen Siedlungskomplex.

## Geschichte
Warlus soll sich um ein altes Kloster entwickelt haben, das der Abtei Saint-Pierre in Selincourt unterstand. Die Herrschaft war in Händen der Familie de Créquy.

## Einwohner
| 1962 | 1968 | 1975 | 1982 | 1990 | 1999 | 2006 | 2011 |
| ---- | ---- | ---- | ---- | ---- | ---- | ---- | ---- |
| 229  | 238  | 218  | 249  | 219  | 225  | 224  | 225  |

## Verwaltung
Bürgermeister (maire) ist seit 2001 André-Jean Colin.

## Sehenswürdigkeiten
- Kirche Saint-Apre aus dem 16. Jahrhundert

## Wirtschaft
Auf dem Gemeindegebiet gelten kontrollierte Herkunftsbezeichnungen (AOC) für Lammfleisch (Prés-salés de la baie de Somme). Die Lämmer weiden auf salzigen Wiesen an der Somme-Bucht.